# كوكفوستيرز
كوكفوستيرز هي إحدى ضواحي شمال لندن، وتقع جزئيًا في حي بورو في مدينة إنفيلد وجزئيًا في منطقة بورو في لندن. كانت كوكفوستيرز قبل عام 1965 في مقاطعات هيرتفوردشاير وميدلسكس.